# Leżachów
Leżachów is een dorp in het Poolse woiwodschap Subkarpaten, in het district Przeworski. De plaats maakt deel uit van de gemeente Sieniawa en telt 500 inwoners.

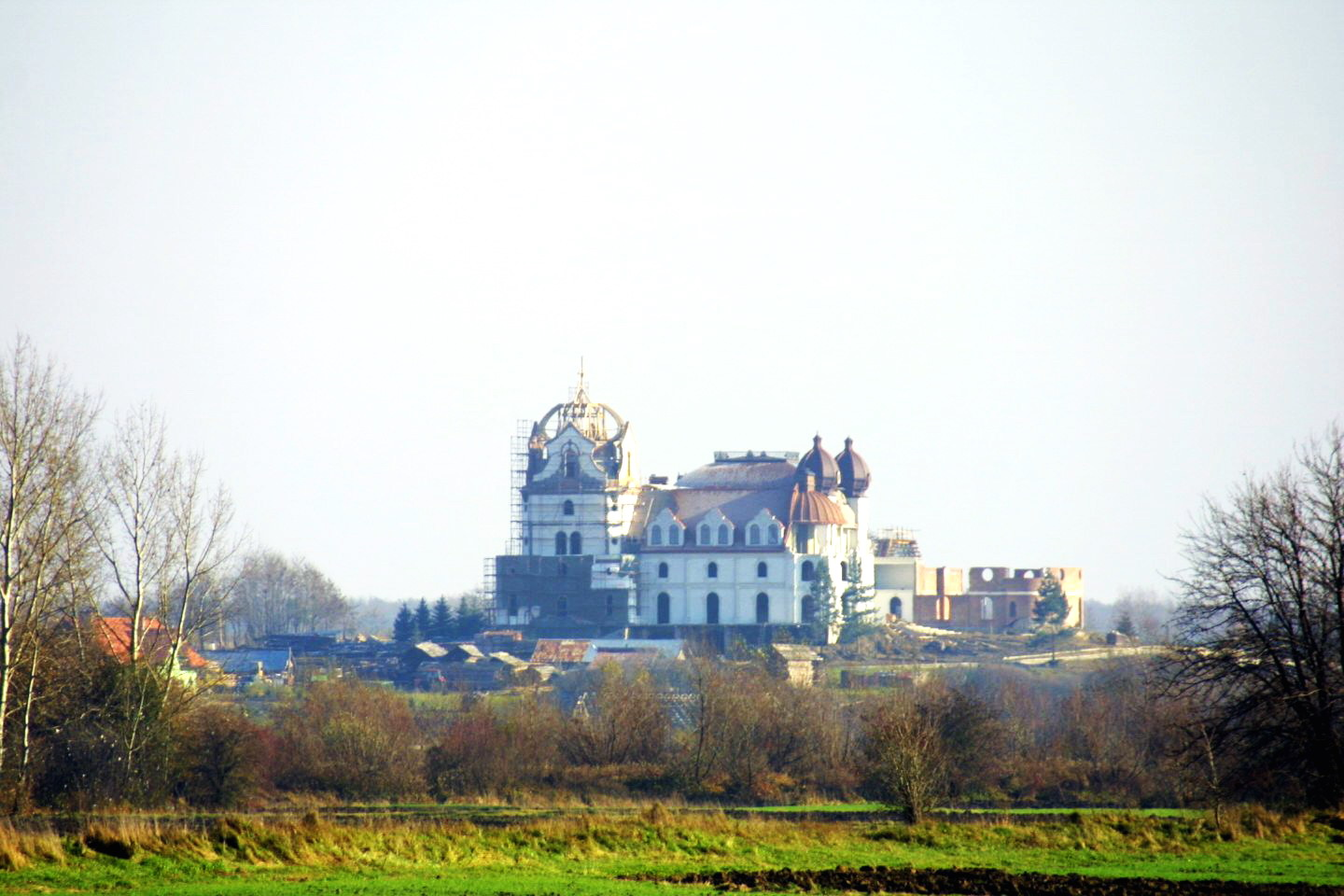
Budowa współczesnego pałacu